# Мехралиева, Фатьма Юсиф кызы
Фатьма́ Юси́ф кызы́ Мехрали́ева (азерб. Fatma Yusif qızı Mehrəliyeva; 4 июня 1926, Губа — 4 января 2000, Баку) — советская азербайджанская певица (ханенде, лирическое сопрано) и актриса, Заслуженная артистка Азербайджанской ССР (1956).

## Биография
Родилась 4 июня 1926 года в Губе. Она была особенно активна на уроках пения в средней школе. В результате по настоянию своих учителей поехала в Баку для участия в Бакинском музыкальном фестивале и исполнила там народную песню Qubanın ağ alması ("Белое яблоко Губы"). Выступление 11- летней будущей актрисы и певицы привлекло внимание Узеира Гаджибекова. Композитор, взяв её под свою опеку, создал ей все условия для получения хорошего образования. Таким образом, по инициативе Гаджибекова будущая актриса и певица приехала в Баку в 1938 году.

### Творчество
В 1940 году она начала работать в ансамбле "Сазчы гызлар" ("Девочки-сазистки") при Азербайджанской государственной филармонии. В том же году стала солисткой Азербайджанской государственной филармонии и начала выступать с широкими концертными программами.
Во время Второй мировой войны 1941-1945 годов она, выступавшая перед воинами на фронте, исполняла музыкальные отрывки, написанные Узеиром Гаджибековым на патриотическую тему. Она также была первой исполнительницей песни "Şəfqət bacısı" ("Сестра милосердия") Узеира Гаджибекова на слова Самеда Вургуна. Однако магнитофонная запись этого исполнения не сохранилась.
Она получила известность как искусная исполнительница азербайджанских мугамов, народных песен, теснифов, а также песен разных композиторов. Благодаря этой известности певица, обладающая лирическим сопрано, получила роль Телли в фильме 1945 года "Аршин мал алан" по одноименной оперетте Узеира Гаджибекова. Созданный ею персонаж сыграл большую роль в её творчестве.
Среди мугамов, исполняемых актрисой и певицей, "Кесме-шикесте" занимает особое место. Так, учёный-музыковед, профессор Рамиз Зохрабов в своей книге "Зерби-мугамы" (музыкально-теоретическое исследование) переложил на ноты "Кесме-шикесте" именно в исполнении актрисы и певицы. Певица, исполнившая целый ряд народных и авторских песен, а также мугамы "Забул сегяхы", "Гатар", внесла ощутимый вклад в азербайджанскую музыкальную культуру.

### Смерть
Скончалась 4 января 2000 года в Баку.

## Награды
В 1956 году за заслуги перед музыкальным искусством Азербайджана ей было присвоено звание заслуженного артиста республики.

## Фильмография
- 1945 - Аршин мал алан - Телли
- 1981 - Аккорды долгой жизни (биографический фильм о Узеире Гаджибекове) (эпизод)